# قاي جوفروا
قاي جوفروا هو سياسي فرنسي، ولد في 26 مايو 1949 في باريس في فرنسا. نشط حزبياً في الاتحاد من أجل حركة شعبية.

## مناصب
- انتخب  خلال فترته النيابية ‏ (18 مايو 2020 – ).
- انتخب Mayor of Combs-la-Ville ‏ خلال فترته النيابية ‏ (25 مايو 2020 – ).
- انتخب  خلال فترته النيابية ‏ (23 مارس 2014 – 17 مايو 2020).
- انتخب  لترشحه ضمن قائمة Combs-la-Ville [الإنجليزية]‏، خلال فترته النيابية ‏ (23 مارس 2014 – ).
- انتخب Mayor of Combs-la-Ville ‏ (25 يونيو 1995 – ).
- انتخب Mayor of Combs-la-Ville ‏ خلال فترته النيابية ‏ (30 مارس 2014 – 24 مايو 2020).
- انتخب نائب فرنسي عن دائرة Seine-et-Marne's 9th constituency [الإنجليزية]‏ خلال فترته النيابية (20 يونيو 2012 – 20 يونيو 2017).
- انتخب نائب فرنسي عن دائرة Seine-et-Marne's 9th constituency [الإنجليزية]‏ خلال فترته النيابية [الإنجليزية]‏ (20 يونيو 2007 – 19 يونيو 2012).
- انتخب نائب فرنسي عن دائرة Seine-et-Marne's 9th constituency [الإنجليزية]‏ خلال فترته النيابية  [لغات أخرى]‏ (19 يونيو 2002 – 19 يونيو 2007).